# Pucciniastrum
Pucciniastrum — рід грибів родини Pucciniastraceae, порядку Pucciniales, класу Pucciniomycetes типу Basidiomycota. Назва вперше опублікована 1861 року.

## Галерея

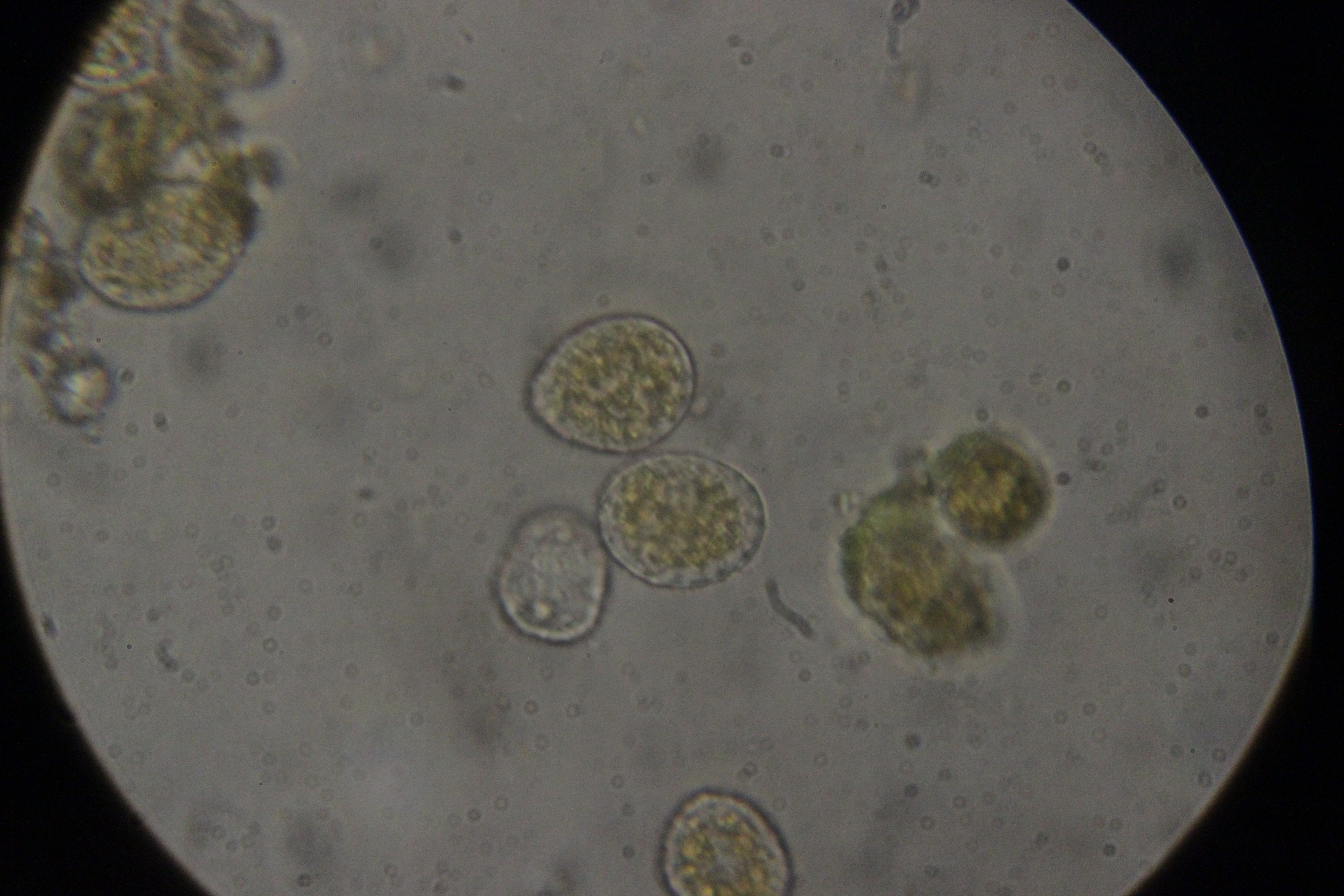
Pucciniastrum_epilobii
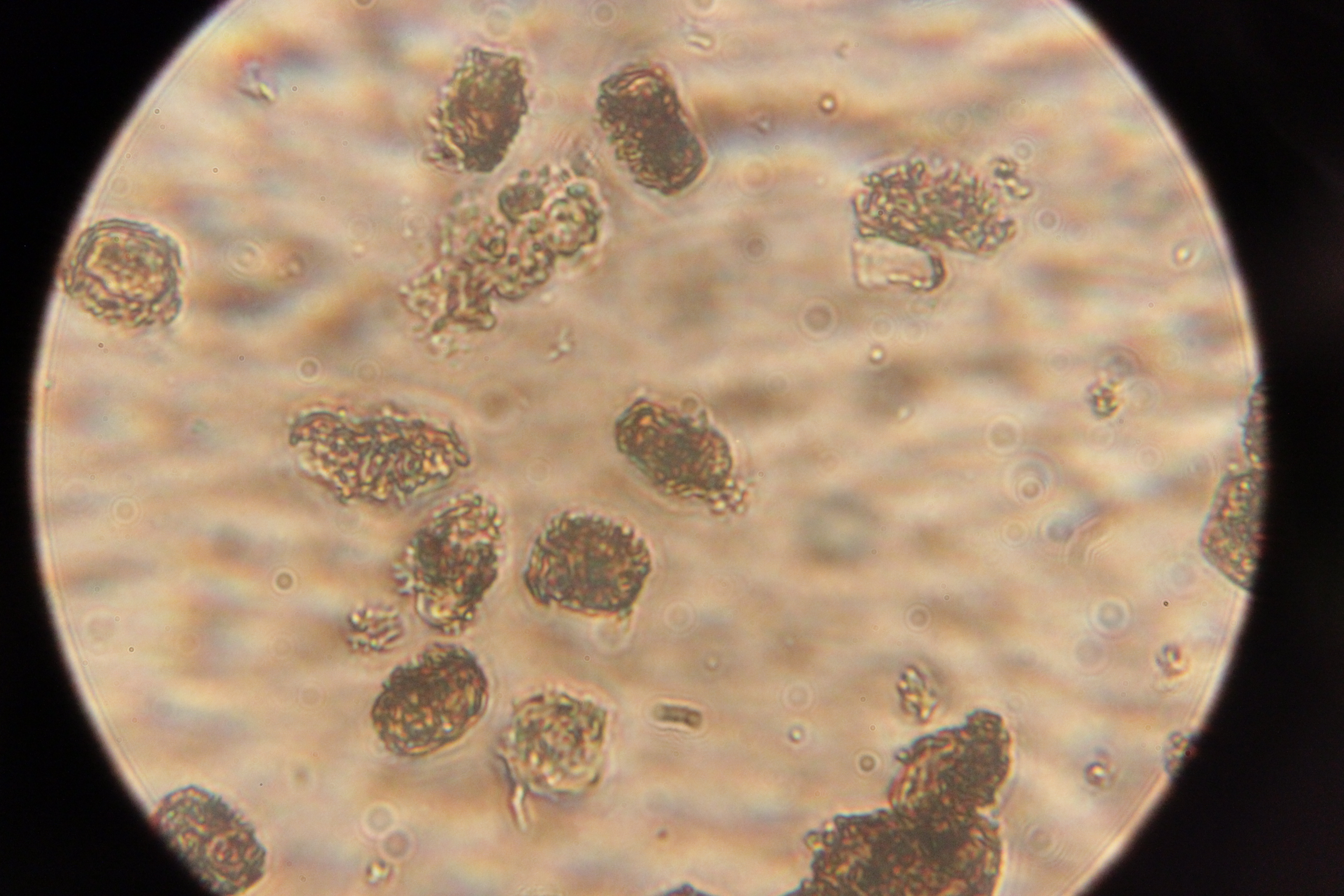
Pucciniastrum_areolatum
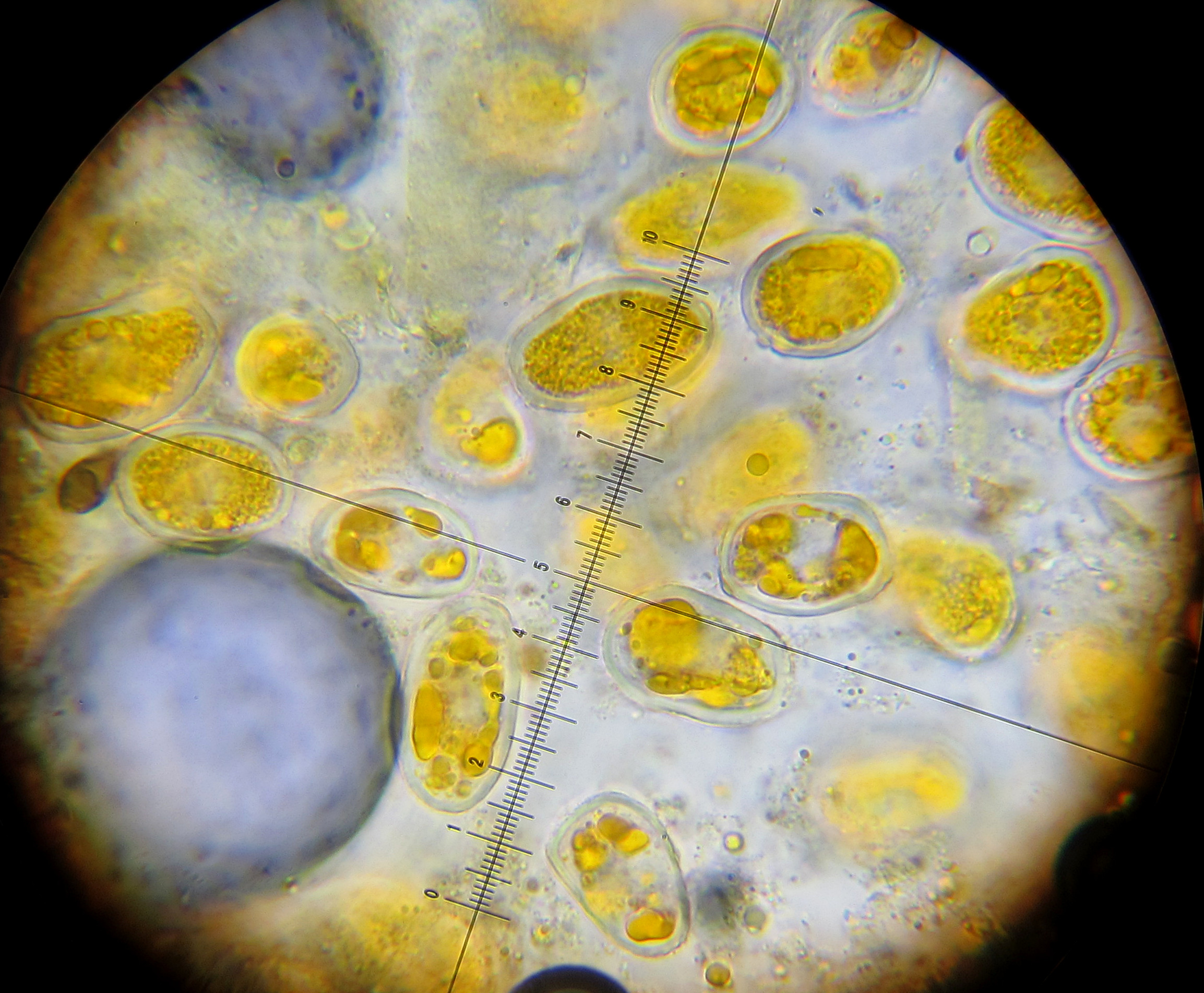
Pucciniastrum_sparsum

## Поширення виду
Ряд видів родини Pucciniastrum є рідкісними, відомимі в Україні лише два :
- Pucciniastrum arcticum (Lagerh.) Tranzschel на Rubus saxatilis L. — єдина знахідка з Сумської обл. (липень 2005 р.) (Тихоненко, Голубцова, 2007).[5]
- Pucciniastrum goeppertianum (J.G. Kühn) Kleb. на Vaccinium vitis-idaea L. — кілька знахідок лише з Івано-Франківської та Закарпатської областей, остання з яких датована липнем 1921 р. (Krupa, 1888;Namyslowski, 1909; Chmielewski, 1910; Wrób lewski,1913; Petrak, 1925).[6]

## Класифікація
- Pucciniastrum agrimoniae
- Pucciniastrum americanum
- Pucciniastrum arcticum
- Pucciniastrum areolatum
- Pucciniastrum asterum
- Pucciniastrum boehmeriae
- Pucciniastrum brachybotrydis
- Pucciniastrum circaeae
- Pucciniastrum coriariae
- Pucciniastrum coryli
- Pucciniastrum epilobii
- Pucciniastrum goeppertianum
- Pucciniastrum goodyerae
- Pucciniastrum guttatum
- Pucciniastrum hydrangeae
- Pucciniastrum pyrolae
- Pucciniastrum sparsum[7]